# Jean Boivin
Jean Boivin (* 28. März 1663 in Montreuil-l’Argillé; † 29. Oktober 1726) war ein französischer Gräzist und Mitglied der Académie des Inscriptions et Belles-Lettres und der Académie française.

## Leben und Werk
Jean Boivin entstammte väterlicherseits einer normannischen Anwaltsfamilie. Mütterlicherseits war er der Neffe des Orientalisten am Collège de France Pierre Vattier (1623–1667). Boivin verlor früh seine Eltern und wuchs unter der Aufsicht seines älteren Bruders Louis Boivin (1649–1724) auf, daher auch der Name Jean Boivin der Jüngere. Mit 10 Jahren kam er nach Paris in den Haushalt des Ministers Claude Le Peletier (1631–1711). Er besuchte das Collège du Plessis und spezialisierte sich in der Gräzistik. Seine Gelehrsamkeit führte ihn 1686 in die königliche Bibliothek, wo er 1692 Bibliothekar wurde, 1698 für die Manuskripte zuständig, ab 1720 „garde“ (in leitender Funktion). 1705 wurde er in die Académie des Inscriptions et Belles-Lettres aufgenommen (als Associé, 1724 Pensionnaire), der sein Bruder bereits seit 1701 angehörte. Ab 1706 besetzte er den Lehrstuhl für Gräzistik am Collège de France (als Nachfolger von Julien Pouchard, 1656–1705). 1716 gründete er eine Familie. 1721 wurde er in die Académie française (Sitz Nr. 21) aufgenommen. Seit 1712 war er Mitglied der Accademia della Crusca. Er starb im Alter von 63 Jahren.

## Schriften (Auswahl)
- mit Philippe de La Hire und Melchisedech Thévenot (Hrsg.) Veterum Mathematicorum Athenaei, Apollodori, Philonis, Bitonis, Heronis, et aliorum Opera. Graece et latine pleraque nunc primum edita. Ex Manuscriptis Codicibus Bibliothecae Regiae. Paris 1693.
- (Hrsg.) Nicephori Gregorae byzantina historia. 2 Bde. Paris 1702. (Text von Nikephoros Gregoras in Ergänzung zur Ausgabe durch Hieronymus Wolf)
- Petri Pithoei vita, elogia, opera, bibliotheca. Paris 1711. (über Pierre Pithou)
- Apologie d’Homère. Paris 1715. Genf 1970.
- Claudii Peleterii regni administri vita. Paris 1716. (über Claude Le Peletier)
- Vie de Christine de Pisan et de Thomas de Pisan, son père. In: Mémoires de l’Académie des Inscriptions 1717, 2, S. 762–774. (erste Biographie über Christine de Pizan)
- (Übersetzer) Batrachomyomachie d’Homère, ou Combat des rats et des grenouilles. Paris 1717.
- (Übersetzer) Oedipe, tragédie de Sophocle, et les Oiseaux, comédie d’Aristophane. Dialogue sur la comédie des «Oiseaux». Paris 1729.